# 風祭站
風祭站（日语：／ Kazamatsuri eki */?）是位於神奈川縣小田原市風祭，屬於小田急箱根鐵道線（箱根登山電車）的鐵路車站。車站編號是OH 49。

## 概要
本站標高原為48米，2013年經再次勘定高度後更改為36米。站名源於鎌倉時代管理附近一帶地方的地頭，其姓氏為「風祭」而得來。

## 車站結構
現時設有兩個站舍，分別位於1號月台中央的「南口」，及位於2號月台末端向入生田站方向的北口。是2008年時因應月台重建而新建成的，原來的站舍設於舊月台末端向入生田方向，為木製單層建築，設有站務員室、自動售票機及洗手間，新月台建成後，舊站舍連同月台一併拆卸。
北口站舍為兩層高木製建築物，下層為站務員室及自動售票機，二樓為職員專用空間，洗手間設於入閘後的月台上；南口則為單層木製建築，左側為站務室、售票機及閘口，右側為月台內的候車室，並只於9:00-19:00時開放使用。兩邊閘口均裝有對應PASMO車票的感應器。
設有側式月台2個，有效長度為4輛。

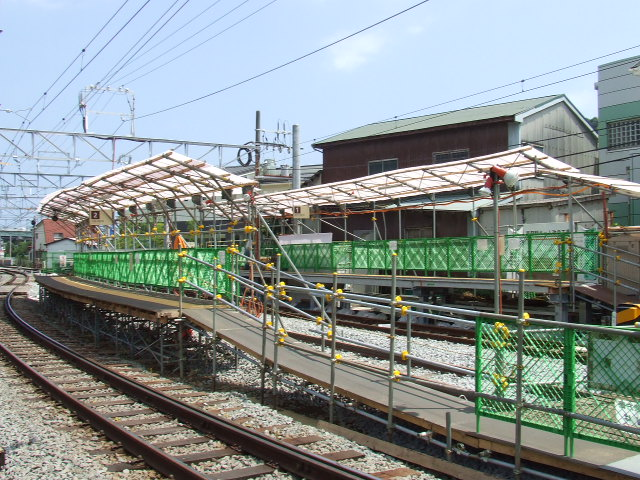
改善工竹木口土中的風祭站

標高原為48米，2013年經再次勘定高度後更改為36米。
車站名稱源於鎌倉時代管理附近一帶地方的地頭，其姓氏為「風祭」而得來。

### 月台配置
| 月台 | 路線         | 方向 | 目的地             | 備註                     |
| ---- | ------------ | ---- | ------------------ | ------------------------ |
| 1    | 箱根登山電車 | 下行 | 箱根湯本、強羅方向 | 強羅方向需於箱根湯本轉乘 |
| 2    | 箱根登山電車 | 上行 | 小田原、新宿方向   |                          |

## 歷史
- 1935年10月1日：開業。
- 2006年3月18日：小田原～入生田間的三軌路段改回只容窄軌列車通行。
- 2007年1月：開始車站改善工程。
- 2008年

- 3月15日：新月台正式使用，人手開啟車門措施正式結束。
- 10月1日：1號月台上的南口正式使用。

## 使用情況
| 年度   | 1日平均 乘車人數 |
| ------ | ---------------- |
| 1998年 | 844              |
| 1999年 | 860              |
| 2000年 | 943              |
| 2001年 | 919              |
| 2002年 | 878              |
| 2003年 | 804              |
| 2004年 | 735              |
| 2005年 | 781              |
| 2006年 | 781              |
| 2007年 | 828              |
| 2008年 | 822              |
| 2009年 | 836              |
| 2010年 | 813              |
| 2011年 | 788              |
| 2012年 | 806              |
| 2013年 | 829              |
| 2014年 | 829              |

## 可供轉乘的巴士路線
在國道上設有「風祭」巴士站牌，並有箱根登山巴士與伊豆箱根巴士的班車往返於站牌與車站之間。至於往箱根方向的班車，全都會經過箱根湯本。
- 箱根方向
  - 箱根町（經 箱根湯本站、宮之下、小涌園、元箱根，箱根登山巴士） ※平日只有一班車會行經蘆之湯舊道（芦の湯旧道）
  - 関所跡、箱根町（經 箱根湯本站、宮之下、小涌園、元箱根，伊豆箱根巴士）※1日只有1班會經過湯之花飯店（湯の花ホテル）
  - 箱根園（經 箱根湯本站、宮之下、小涌園、元箱根，伊豆箱根巴士） ※1日2班次
  - 湖尻、箱根園（經 箱根湯本站、宮之下、小涌園、早雲山，伊豆箱根巴士） ※日間班次也會經過大涌谷
  - 仙石案内所、桃源台、湖尻（經 箱根湯本站、宮之下、宮城野、仙石，箱根登山巴士）
  - 上煙宿（經 箱根湯本站、箱根舊道） （箱根登山） ※每日僅有一班次
- 小田原方向
  - 小田原站東口 （箱根登山巴士）
  - 小田原站東口 （伊豆箱根巴士）

## 圖片集

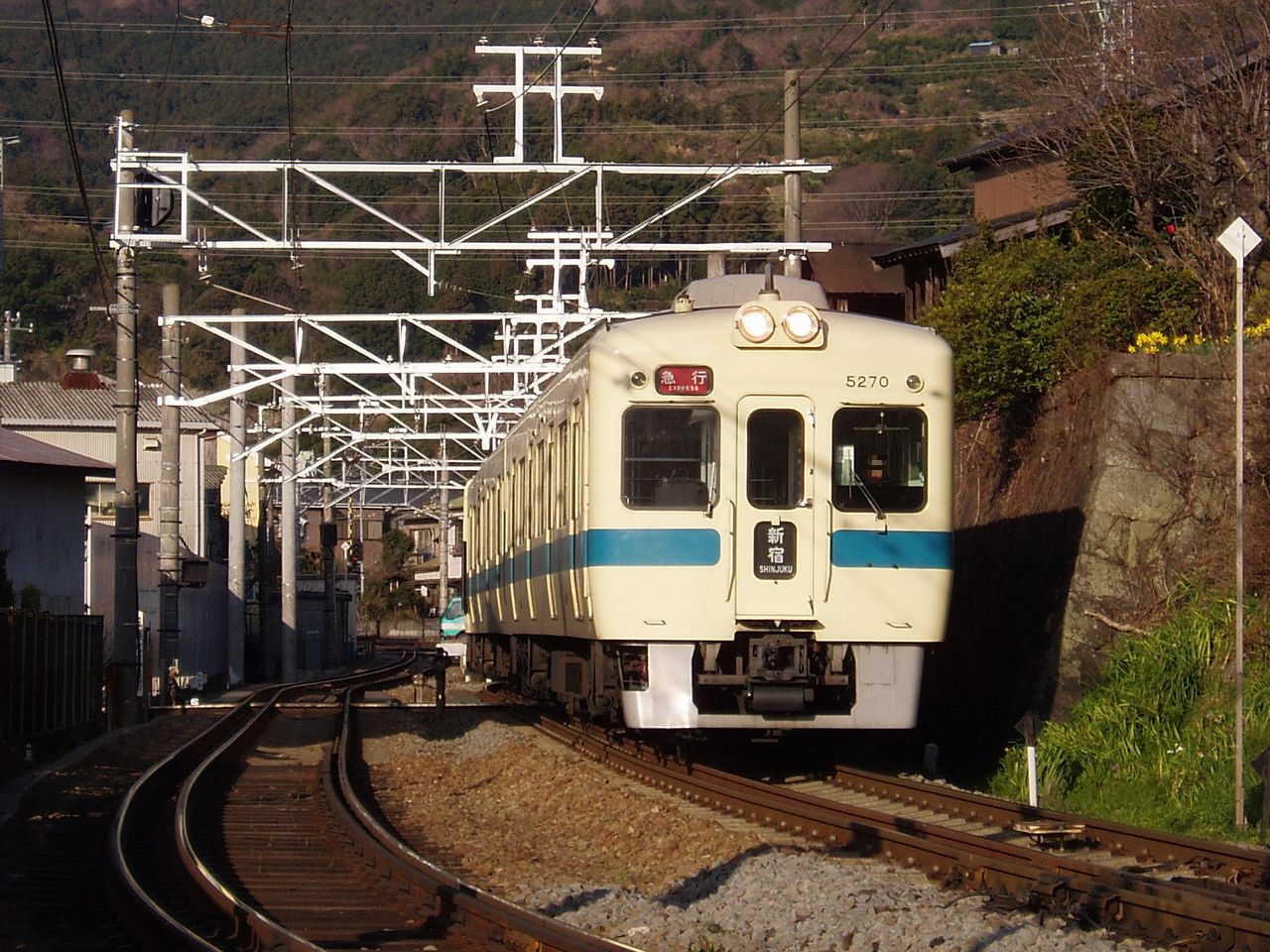
停靠在車站內的小田急5200型。
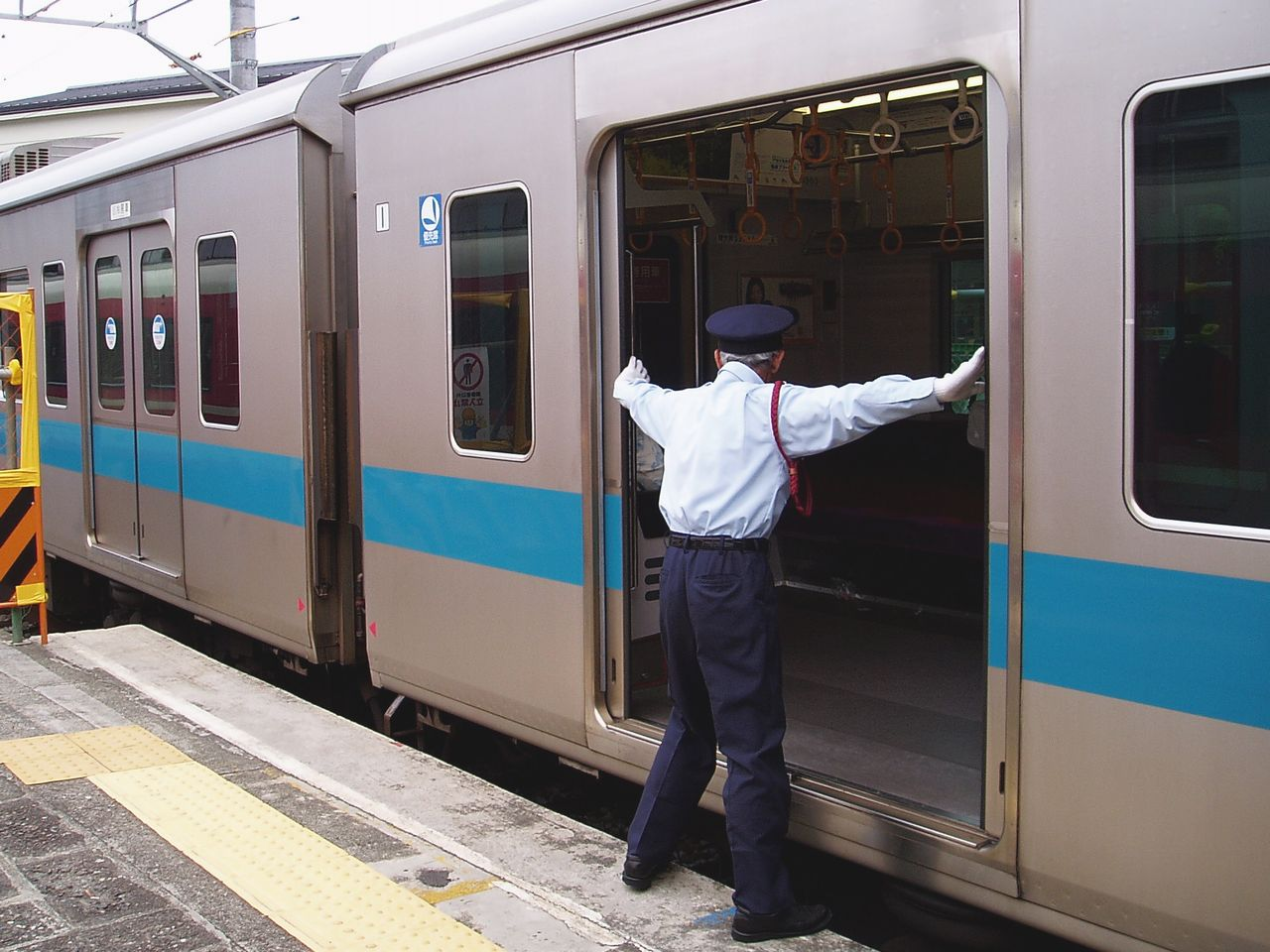
列車停在車站中時，需由站務員或乘客自行手動開啟車門。
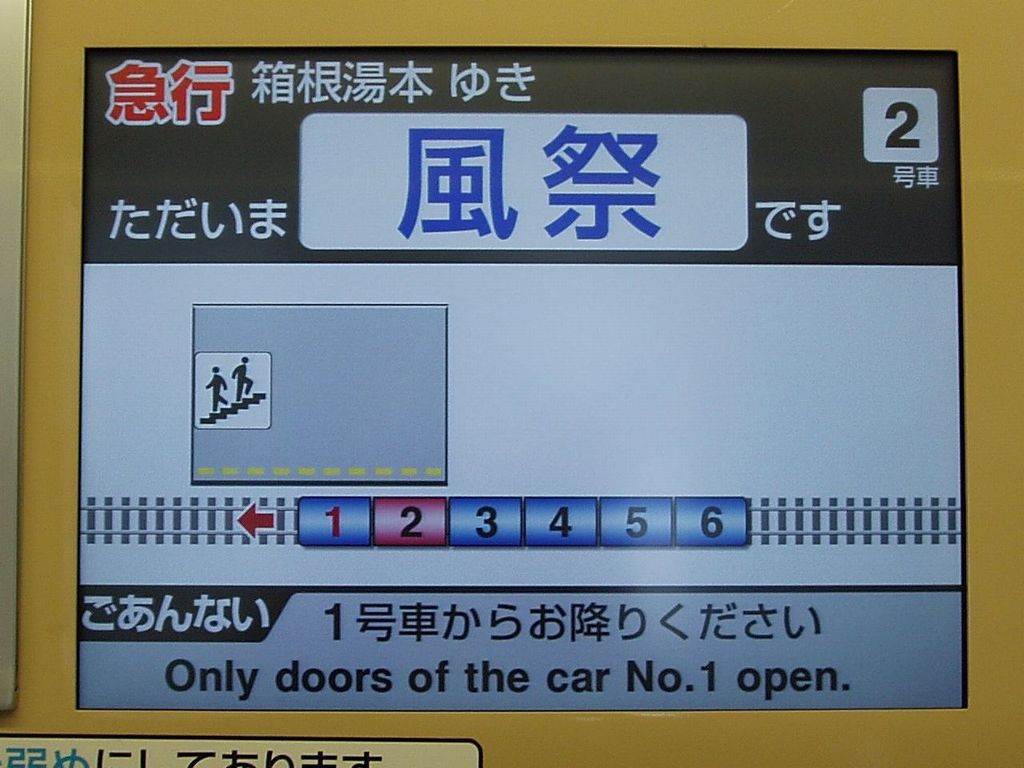
停在站中的小田急3000型之車內顯示幕。

## 相鄰車站
小田急箱根
 鐵道線（箱根登山電車）

■各站停車
箱根板橋（OH 48）－風祭（OH 49）－入生田（OH 50）

## 外部連結
- 風祭站 （页面存档备份，存于） - 小田急箱根